# Stephen Milne
Stephen Milne (n. 29 aprilie 1994, Inverness, Scoția, Regatul Unit) este un înotător britanic, medaliat olimpic. A participat la o ediție a Jocurilor Olimpice (2016) în care a câștigat o medalie de argint.

## Participări
Lista de mai jos prezintă principalele competiții la care a participat Stephen Milne de-a lungul carierei.
- Natação nos Jogos Olímpicos de Verão de 2016 - Revezamento 4x200 m livre masculino[*]